# Kotélnich
Kotélnich (en ruso: Котельнич, mari: Кӓкшӓр) es una ciudad y un puerto fluvial del óblast de Kírov, en Rusia, centro administrativo del raión homónimo. Kotélnich se encuentra en la orilla derecha del río Viatka, cerca de su confluencia con el Moloma, a 83 km (119 km por carretera) de Kírov. Kotélnich contaba con 26.226 habitantes en 2009.

## Historia

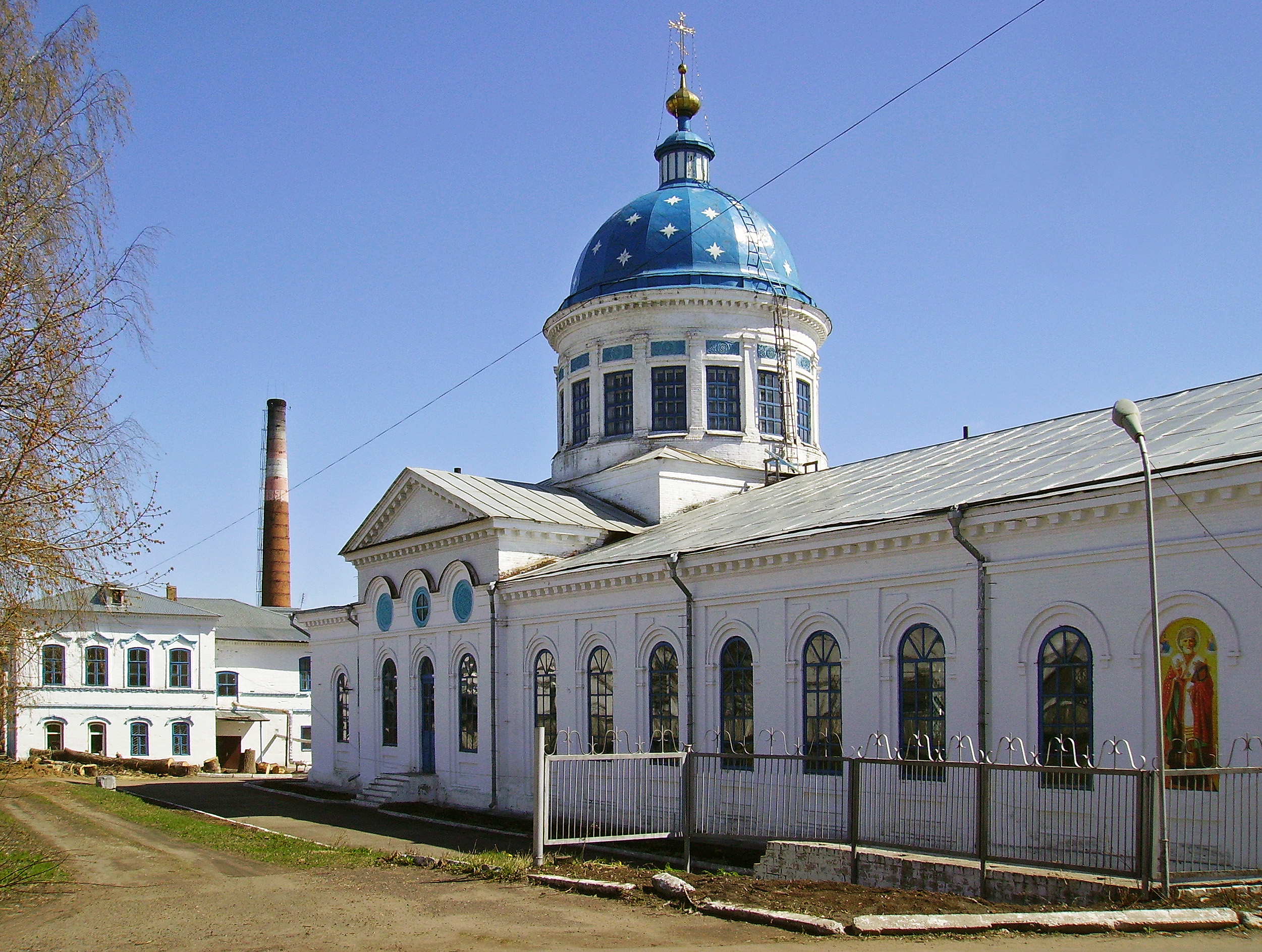
Ortodoxas Iglesia de San Nicolás

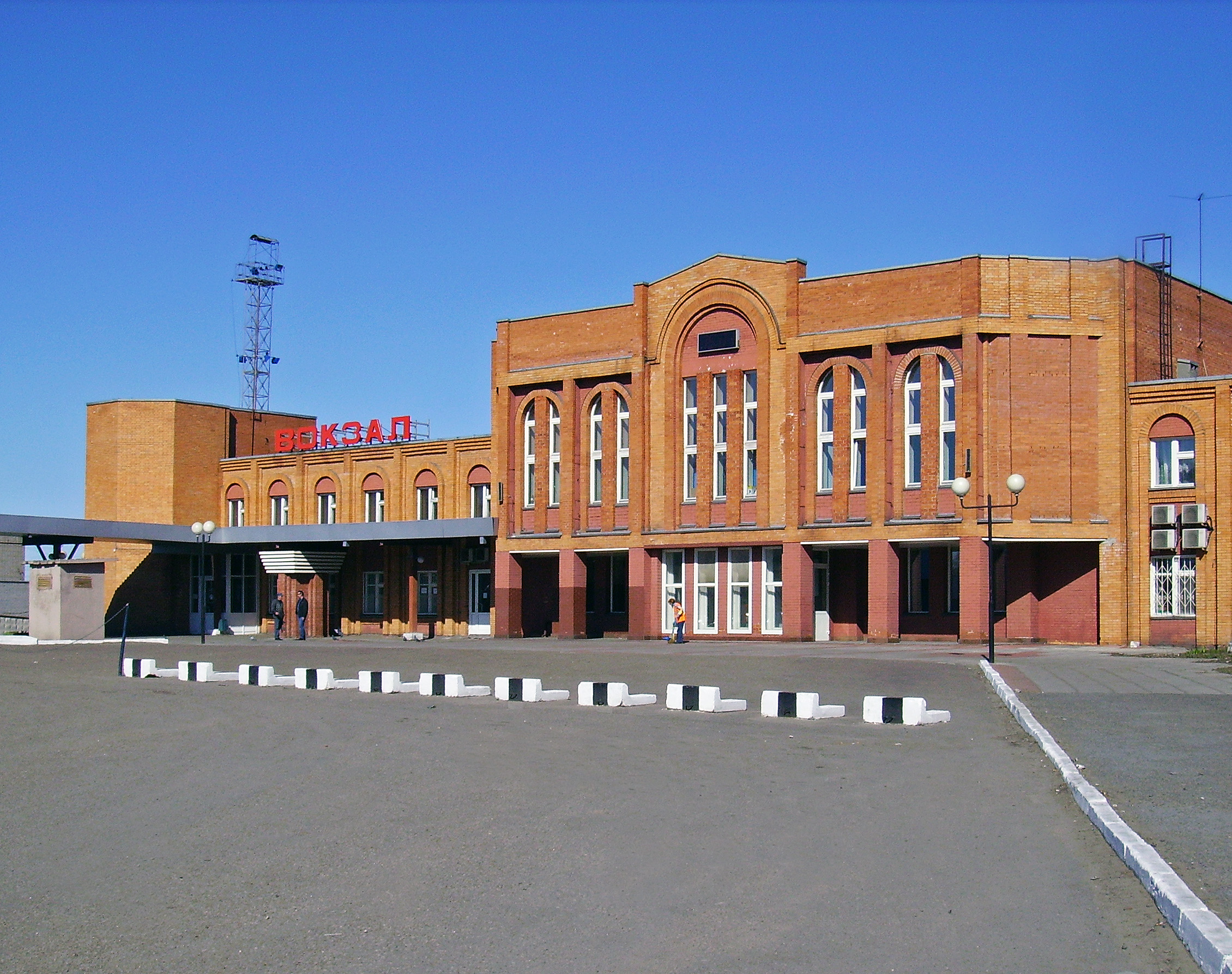
Estación de ferrocarril

La localidad de Koksharov (Кокшаров) fue mencionada por primera vez en un escrito de 1143. En ese tiempo estaba habitada por mari, que llamaban al pueblo Käkšär (Кäкшäр). Fue rebautizada Kotélnich en 1181, al tiempo que se hacían con la localidad colonos provenientes de la República de Nóvgorod. Este nombre puede derivar de la palabra rusa kotiol, que significaría "depresión" o "desfiladero".
La historia del lugar desde el siglo XII al XV es poco conocida. Es mencionada de nuevo en un documento ruso, al ser incorporada por tropas de Basilio II a los dominios moscovitas. Tras este acontecimiento se da cierto desarrollo en la ciudad a raíz de su favorable situación geográfica en el Viatka, lo que hizo de ella una ciudad comercial, que organizaba desde el siglo XVII una feria anual agrícola, llamada Alekséyevska en honor al zar Alejo I). En 1715 es adjuntada a la guberniya de Simbirsk, consiguiendo el estatus de ciudad en 1780. A finales del siglo XIX se construyeon las primeras fábricas y a principios del XX fue conectada al ferrocarril Transiberiano. La llegada del ferrocarril hizo perder importancia comercial a la ciudad.
El 26 de mayo de 1926, un gran incendio destruyó dos terncers partes de la ciudad, dejando a 7.000 personas sin hogar. Fue reconstruida con donaciones de toda Rusia. Ese mismo año se celebró por última vez la feria.
Sobre la orilla del Viatka en la que está la ciudad, se hicieron hallazgos muy importantes de pareiasaurus, reptiles del Pérmico superior.

## Demografía
| 1897 | 1939   | 1959   | 1970   | 1979   | 1989   | 1996   | 2002   | 2007   |
| ---- | ------ | ------ | ------ | ------ | ------ | ------ | ------ | ------ |
| 4200 | 18 500 | 27 600 | 29 200 | 32 800 | 36 841 | 33 300 | 28 245 | 27 000 |

## Personalidades
- Vera Krépkina (1933-2023), atleta.